# Forte di Landro
Il forte di Landro (in tedesco Werk Landro) è un'ex-fortificazione austriaca che sorge a una quota di 1500 m slm nell'omonima Val di Landro, in Alto Adige, nei pressi dell'ex paese di Landro, vicino a Carbonin, frazione di Dobbiaco. Il forte appartiene al grande sistema di fortificazioni austriache al confine italiano.
Il forte fu costruito nel 1880, per proteggere la via d'accesso all'impero austro-ungarico.

## Storia

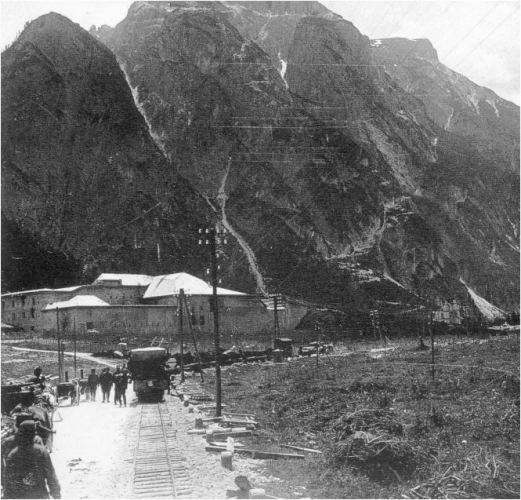
Il treno della ferrovia delle Dolomiti presso il forte

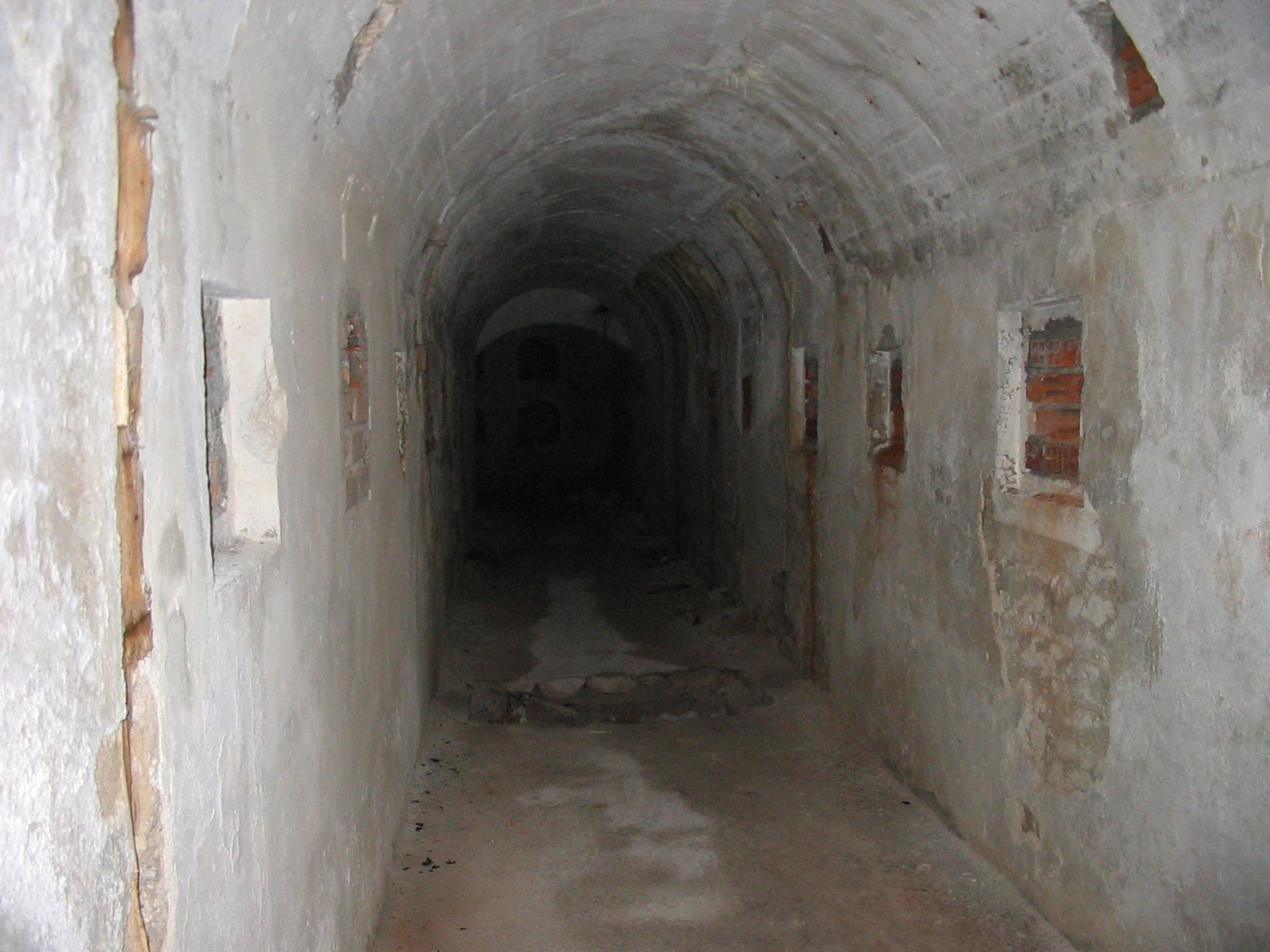
Il tunnel che collega la parte alta e quella bassa del forte di Landro

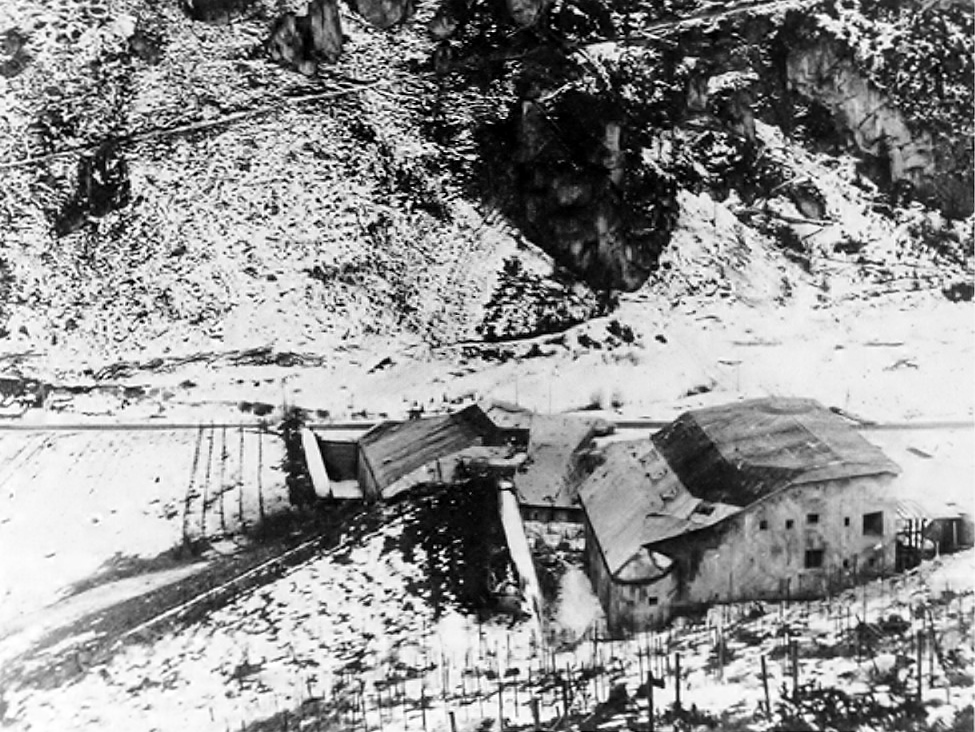
Il forte di Landro prima del conflitto

Il forte inizialmente nacque come opera adibita alla difesa dell'impero austro-ungarico. Il forte era accoppiato con il forte Prato Piazza, assieme al quale doveva impedire un'eventuale infiltrazione da Cortina a Dobbiaco, quindi lungo la Val di Landro, dell'esercito italiano. I due forti formavano quindi un perfetto schema a tenaglia, disposizione spesso utilizzata dallo Stato Maggiore Austro-Ungarico.
Subito dopo l'inizio delle ostilità con l'Italia, la fortezza venne giudicata dallo Stato Maggiore Austro-Ungarico bellicamente inadeguata. Fu quindi deciso che fosse disarmata e le sue artiglierie vennero sistemate in postazioni all'aperto, ma sempre nelle vicinanze della fortezza, fornendo una più funzionale posizione di tiro. Per questo motivo il forte non subì danni notevoli da parte dell'artiglieria italiana. Durante i combattimenti il forte comunque non fu totalmente abbandonato, anzi divenne la sede del comando operativo.
Dopo la guerra e precisamente nel 1936, lo Stato Maggiore Italiano andò a riconsiderare il forte (ora italiano), come un possibile punto di difesa contro la Germania. Per questo all'interno della parte alta del forte fu costruito un bunker, e per la precisione l'opera 5 dello sbarramento della Val di Landro.
Il forte attualmente è di proprietà del demanio militare, ma si trova in cattivo stato di conservazione tanto che l'edificio è pericolante; nonostante ciò in molti ogni estate ci si avventurano a proprio rischio e pericolo.

## Descrizione del forte
Il forte è sicuramente uno tra i più vasti dei forti che vanno a formare questo settore. Esso è composto da 2 distinte opere, disposte trasversalmente alla valle: uno più a valle, e una un po' più in alto, collegate tra di loro anche attraverso un tunnel sotterraneo.
- La parte inferiore è compatta, ampia, disposta su tre piani diversi.
- La parte superiore è più contenuta e compatta.

Tutte e due le parti sono state costruite in blocchi di pietra squadrati.
Nei periodi di maggior attività, prima dell'inizio delle ostilità, al forte era presente una guarnigione di una quarantina di soldati.
All'interno della parte superiore è stata costruita in seguito un'opera difensiva del Vallo Alpino in Alto Adige, che rientra a far parte dello Sbarramento della Val di Landro.

## Armamenti principali
Oltre alle diverse feritoie che si trovano lungo i muri perimetrali della struttura e alle caponiere di difesa degli ingressi, il forte aveva alcune armi per la lunga distanza:

### Parte bassa
- 3 obici da 100 millimetri in torrette corazzate (modello M 99)
- 4 cannoni da 90 millimetri (modello M 75/96)

### Parte alta
- 3 cannoni da 120 millimetri in casamatta corazzata (modello M 80)
- 2 cannoni da 90 millimetri (modello M 75/96)

## Curiosità

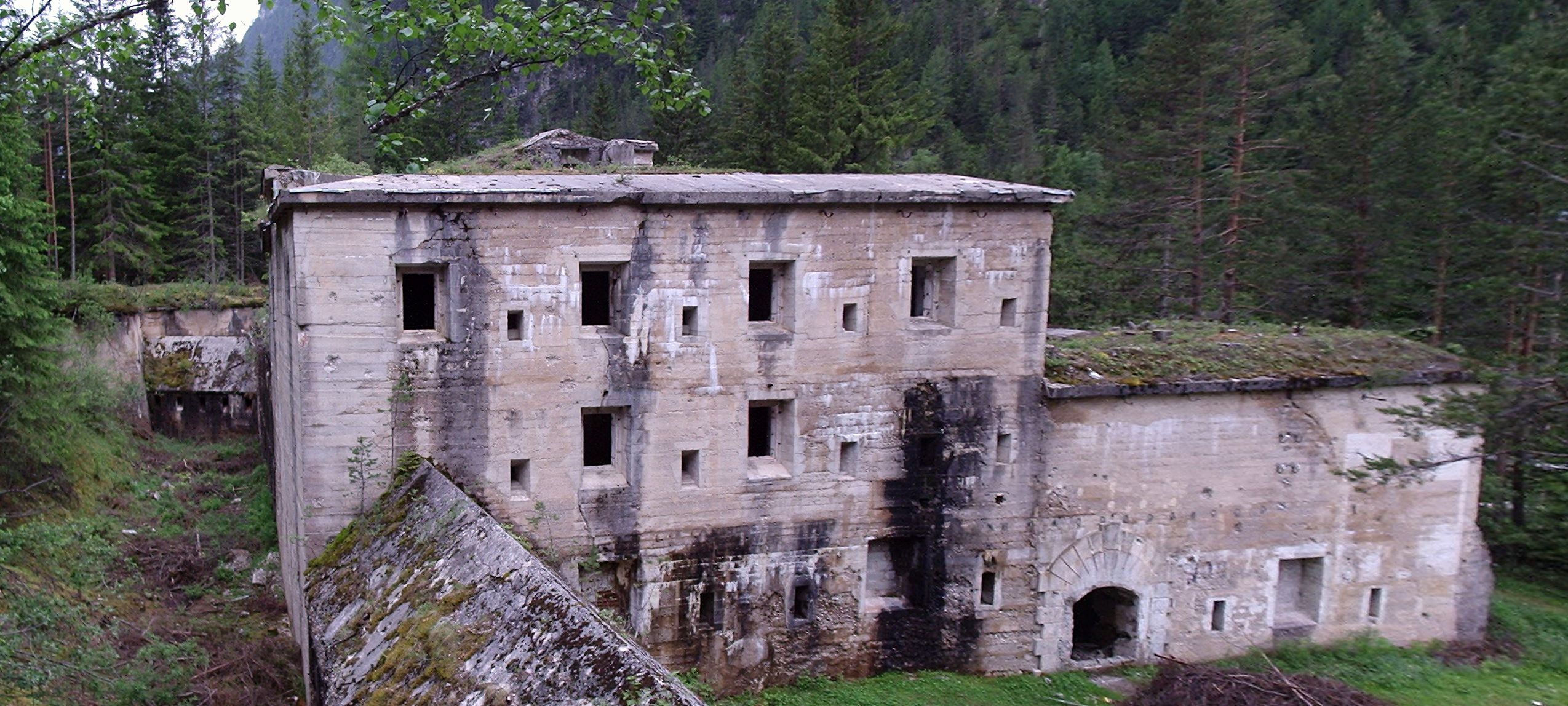
Vista del forte

Erroneamente molti, vedendo la croce rossa su sfondo bianco, possono essere indotti a pensare che il forte sia stato usato come infermeria, o adibito ad ospedale. In realtà, la croce rossa è stata dipinta quando vi fu girato Addio alle armi con Rock Hudson e Vittorio De Sica: nel film il forte di Landro è stato rappresentato proprio come "ospedale militare".